# Форт Джонсон (Луїзіана)
Форт Джонсон (англ. Fort Johnson), також Об'єднаний навчальний центр бойової підготовки армії США (англ. The Joint Readiness Training Center) — одна з військових баз армії США, яка розташована в окрузі Вернон на відстані 16 км східніше міста Лісвілл, у штаті Луїзіана.
Форт Джонсон отримав свою назву на честь першого єпископа Луїзіани та славетного американського генерала армії Конфедерації за часів Громадянської війни Леонідаса Полка. Військова база займає близько 198 000 акрів, з яких 100 000 належить Департаменту армії США та більше за 98 000 — Лісовій Службі США, переважно в національному лісовому парку Кісатчі. Форт Полк залишається єдиною військовою базою США, на інфраструктурі якої провадяться заходи як бойової підготовки, так й дислокація регулярних бойових частин.
Військова база була заснована в 1941 році, як база Луїзіанських військових маневрів. Вона була пунктом постійної дислокації 1-ї бронетанкової дивізії у 1950-х роках, а за часів В'єтнамської війни стала основним навчальним центром підготовки бойових частин, що прямували на війну, протягом 1960-1970-х років. У 1970-80-ті роки форт Полк база дислокації 5-ї механізованої дивізії США, а у 1990-ті — 2-ї бронекавалерійського полку Stryker. У 2010-ті роки, військова база є домом Об'єднаного навчального центру бойової підготовки армії США, 4-ї бригади 10-ї гірсько-піхотної дивізії, 115-го військово-польового шпиталю, 1-ї маневреної бригади посилення, 162-ї піхотної бригади та низки інших частин й установ.
За станом на 2013 рік на базі дислокувалося 10 877 військових, що коштувало державі близько 980 млн.$. Попри планів Конгресу та міністерства оборони про скорочення збройних сил, у тому числі їх чисельності в Луїзіані, місцева влада штату докладає енергійних зусиль про збереження повноцінного бойового компоненту на їх території.